# خوتکووو (صربستان)
خوتکووو (به صربی: Hotkovo) یک منطقهٔ مسکونی در صربستان است. خوتکووو ۱۹۳ نفر جمعیت دارد.